# France Maghreb 2
France Maghreb est une station de radio parisienne qui diffuse ses programmes sur la bande FM, notamment en Île-de-France. C'est une radio généraliste d'expression majoritaire francophone qui s'adresse à la communauté franco-maghrébine.

## Histoire
En 1987, France Maghreb est créé, sous forme de radio associative, avec pour nom d'antenne « Radio France Maghreb », émettant du 7 novembre 1987 jusqu'en septembre 1992 sur la bande FM, notamment sur Paris et l'Île-de-France. En 1992, France Maghreb a été de nouveau autorisée à émettre, mais sur une autre fréquence FM, pour la région Paris/Île-de-France. Renouvelée encore en 1997, elle devient une radio commerciale en 2002, sous la dénomination « France Maghreb ».
Pour son renouvellement de 2008, elle prend le nom de « France Maghreb 2 ».
Le 18 juillet 2018, le CSA français met en demeure la station d'émettre en DAB+ car France Maghreb 2, autorisée depuis juin 2014, n'a toujours pas activé d'émetteurs spécifiques. 
Dans son livre Cours de monsieur Paty, Mickaëlle Paty écrit que la radio, en relayant les messages de Brahim Chnina (père de la collégienne à l’origine de la polémique ayant conduit à l'assassinat du professeur) et en le qualifiant de « lanceur d’alerte », porte « une lourde responsabilité morale » dans la mort de son frère Samuel Paty.

## Identité de la station

### Slogans
- Jusqu'en février 2015 : « L'autre radio généraliste »
- Depuis février 2015 : « Informer, Débattre, Divertir »[3]
- Depuis Janvier 2024, France Maghreb 2 a renforcé son identité de radio citoyenne qui œuvre au quotidien à travers ses programmes pour un mieux vivre et faire ensemble d’où son nouveau slogan :
- La radio du VIVRE ET du FAIRE ENSEMBLE !

## Diffusion
La diffusion en modulation de fréquence (FM) :
| Secteur          | Fréquence | Diffuseur | Lieu de diffusion                                       | Année de l'attribution de la fréquence |
| ---------------- | --------- | --------- | ------------------------------------------------------- | -------------------------------------- |
| Paris            | 99.5      | TDF       | Fort de Romainville Les Lilas                           | 1987                                   |
| Amiens           | 106.1     | TDF       | Migrogne, Route d'Amiens Dury                           | 2008                                   |
| Clermont-Ferrand | 94.0      | TDF       | Plaine, Le Bègue, Durtol                                | 2007                                   |
| Dijon            | 105.1     | TDF       | Mont Afrique, Flavignerot                               | 2008                                   |
| Le Havre         | 99.8      | TDF       | 122 rue Andreï Sakharov Aplemont, Le Havre              | 2008                                   |
| Marseille        | 93.8      | TDF       | La Grande Etoile, Falaise Simiane-Collongue             | 2008                                   |
| Metz             | 99.4      | TDF       | Ferme de Grimont Saint-Julien-lès-Metz                  | 2011                                   |
| Orléans          | 102.6     | TDF       | Rue de Muids, Ingré                                     | 2008                                   |
| Reims            | 91.3      | TDF       | Moulin de la Housse, Rue du Docteur Jankel Ségal, Reims | 2008                                   |

La diffusion en radio numérique terrestre (RNT) :
| Secteur   | Multiplex            | Fréquence   | Diffuseur      | Lieu de diffusion                                                           |
| --------- | -------------------- | ----------- | -------------- | --------------------------------------------------------------------------- |
| Paris     | 6D (RNT Paris 3)     | 187,072 MHz | Itas Tim       | Tour Défense 2000 23 rue Louis Pouey Puteaux                                |
| Lyon      | 11B (LYON 6)         | 218,640 MHz | Auto-diffusion | 9, rue de Francfort Rillieux-la-Pape                                        |
| Marseille | 7A (RNT Marseille 3) | 188,928 MHz | TDF            | La Grande Etoile Simiane-Collongue                                          |
| Nantes    | 9A (GRAM)            | 202,928 MHz | Auto-diffusion | Immeuble "Les Sillons de Bretagne" 8 avenue des Thébaudières Saint-Herblain |
| Nice      | 11C (RNT Nice 3)     | 220,352 MHz | TDF            | Le Mont Leuze Villefranche-sur-Mer                                          |